# Lillooet River
Der Lillooet River ist ein etwa 200 km langer Fluss in der kanadischen Provinz British Columbia.

## Flusslauf
Der Lillooet River wird vom Lillooet-Gletscher auf einer Höhe von etwa 1100 m gespeist. Anfangs durchfließt der Lillooet River den Silt Lake, der sich als Gletscherrandsee unterhalb des Lillooet-Gletschers gebildet hat. Das Quellgebiet liegt rund 85 km nordwestlich von Pemberton und von Whistler. Der Lillooet River fließt in überwiegend südöstlicher Richtung durch die Pacific Ranges, einem Teilgebirge der südlichen Coast Mountains und mündet schließlich in das nördliche Ende des Harrison Lake.
Das rund 95 km lange obere Tal endet im Lillooet Lake beim ehemaligen Port Pemberton, ein Ort von dem Goldsucher ab 1858 Richtung Lillooet weiterfuhren, um von dort an den Fraser River zu gelangen (Fraser-Canyon-Goldrausch). Am Oberlauf des Flusses entstand 1997 der Upper Lillooet Provincial Park, der knapp 200 km² Fläche aufweist. Die untere Hälfte des Oberlaufs bildet eine agrarisch genutzte Region namens Pemberton Valley, die auch als "Spud Valley" („Knollental“) bekannt ist. 12 km oberhalb von Pemberton mündet der Fluss in den Little Lillooet Lake. Der Lillooet Lake, ein 25 km langer See, liegt zwischen den Bergen des Garibaldi Provincial Park im Westen und den Lillooet Ranges im Osten.
Am Pegel bei Pemberton beträgt der mittlere Abfluss 125 m³/s. Während der Eisschmelze der Gletscher in den Monaten Juni bis August werden die höchsten Abflüsse gemessen.
Entlang des Flusses leben mehrere indianische Gruppen, die zu den St'at'imc gehören. Die Xa'xtsa leben bei Port Douglas am oberen Harrison Lake, die Skátin um Skookumchuck Hot Springs am Lillooet River, wo auch die Samahquam leben. Die Gruppe am Mount Currie wurde entsprechend ihrem Wohnort auch Mount Currie Indian Band genannt.
Hinter der verlassenen Skatin-Siedlung Skookumchuck, wo diese Gruppe der In-SHUCK-ch lebte, setzt der Fluss seinen Weg fort und mündet nach 55 km in den Harrison Lake.
Die Fortsetzung des Flusses heißt Harrison River. Dieser Fluss mündet nahe Chehalis in den Fraser River.
Die wichtigsten Nebenflüsse sind der Meager Creek, der Ryan River, der Green River und der Birkenhead River.